# Olivier Leborgne (comédien)
 (septembre 2014).
Si vous disposez d'ouvrages ou d'articles de référence ou si vous connaissez des sites web de qualité traitant du thème abordé ici, merci de compléter l'article en donnant les références utiles à sa vérifiabilité et en les liant à la section « Notes et références ».
Pour les articles homonymes, voir Olivier Leborgne et Leborgne.
Olivier Leborgne est un comédien belge né le 23 mars 1966 à La Louvière.

## Études
Avant ses études d'art dramatique, Olivier Leborgne fréquente pour ses études secondaires l'Institut Sainte Marie à La Louvière où il prend goût au monde du théâtre grâce à l'option d'art d'expression donné par Jean-Edouard Fasbender.
En 1986, il entame des études d'art dramatique à l'Institut des arts de diffusion de Louvain-la-Neuve.

## Ligue d'improvisation
Olivier Leborgne est un ancien jouteur de la Ligue d'improvisation belge.  Il a été champion du monde en 1999, au Québec.

## Spectacles
Avec son ami Patrick Ridremont, il crée le spectacle l'Improshow et crée en 2011 "Conversations avec mon pénis", son premier one-man show.
Il est également metteur en scène et réalise notamment Sois Belge et tais-toi à cinq reprises, "le Souper", mais aussi "l'affrontement" au théâtre de la Valette, "Qui a dit faible" avec Virginie Hocq, "Ils se sont aimés" et "Sur la route de Montalcino".

## Télévision
Sur Canal+ Belgique, il lance avec son complice Patrick Ridremont des capsules humoristiques comme TVA, Night Shop ou A louer. Il présente aussi Votez pour moi avec André Lamy version télé sur RTL-TVI et il présente aussi Puis-je vous embrasser ? sur RTL-TVI depuis mars 2017.
En 2017, pour le Télévie, il joue sur RTL-TVI dans la pièce Boeing Boeing de Marc Camoletti, sur une mise en scène de Jean-Paul Andret, aux côtés de  Sophie Pendeville, Maria Del Rio, Sandrine Dans, Sandrine Corman et Michaël Miraglia.

## Radio
Il prête souvent sa voix pour des spots publicitaires et devient pendant l'été l'espion Jim Leborgne dans l'émission le Triangle des Bermudas sur Bel RTL.
Depuis septembre 2010, il est le complice d'André Lamy dans Votez pour moi tous les jours sur Bel RTL.

## Filmographie
- 1997 : La conquête du Pôle Sud de Patric Jean et Manfred Karge
- 1997 : Le Pantalon d'Yves Boisset
- 1998 : La fête du printemps (court-métrage) de Coralie Pastor
- 2005 : Avant qu'il ne soit trop tard de Laurent Dussaux
- 2008 : Les Enfants de Timpelbach de Nicolas Bary
- 2012 : Dead Man Talking de Patrick Ridremont
- 2014 : Jacques a vu de Xavier Diskeuve

- Il est également l'un des deux visages de la campagne publicitaire SFR (Business Team) et apparaît dans un spot publicitaire pour Mamie Nova.